# 大沢ほたる
大沢 ほたる（おおさわ ほたる、1989年6月1日 - ）は、日本のAV女優。撮影会モデルとしても活躍中。

## 人物
- 自ら撮影会に足を運ぶほどの晶エリー（大沢佑香、新井エリー、照沼ファリーザ）の大ファンであり、いつか共演したいと語っている。自身の芸名の「大沢」は晶エリーの旧名「大沢祐香」に由来している。
- プライベートでもSM経験があり、根っからのM女であると堂々公言している。痴漢・レイプ・乱交などハードな作品への出演にも意欲的である。
- 写真家・蜷川実花の作品をこよなく愛し、いつか彼女と仕事することを目標の一つとしている。

## 出演作品

### アダルトビデオ
2011年
- 肛虐！女殺アナル地獄六の章Special〜憤死！アナル・ザ・リアル尻取り（9月8日、サディスティックヴィレッジ）…共演 真崎寧々
- 女監督ハルナの素人レズナンパ55（9月20日、ピーターズ）”りの”として出演
- 口腔マニアックス 2 ～口の中が好き～（9月22日、稀有）
- Wヒロインアウトvol.01（9月23日、SUPER SONIC SATELLITES）
- 職場に響く愛液とマシーンの音 自分からバイブにまたがる欲求不満OL（10月6日、サディスティックヴィレッジ）
- 夫の上司にアナルを犯される人妻（10月18日、ラハイナ東海）
- 性の手ほどきスカトロドラマ 思春期糞（10月21日、映天（V＆Rレーベル））
- 夫婦交換サークル 4（10月25日、ラハイナ東海）
- 近親レズ盗撮 頭が壊れてしまったお母さん泣き叫ぶ娘に性的虐待 2（10月25日、ラハイナ東海）
- イキッパバス 路線バス絶頂痴漢（11月17日、グローリークエスト）

2012年
- 母子虐待レズ盗撮（3月1日、エマニエル）